# Paradoxopsyllus liui
Paradoxopsyllus liui är en loppart som beskrevs av Liu Quan, Li Zhenghai et Chang Fongbo 1991. Paradoxopsyllus liui ingår i släktet Paradoxopsyllus och familjen smågnagarloppor. Inga underarter finns listade i Catalogue of Life.